# Coupe d'Afrique des nations junior 1989
Navigation
1987 1991
La 6e édition de la Coupe d'Afrique des nations junior s'est déroulée du 30 avril 1988 au 14 janvier 1989 sur le continent africain. Elle est remportée par le Nigeria. 

## Tour préliminaire
Les matchs aller ont lieu le 30 avril 1988 et les matchs retour le 14 mai 1988.
| Équipe 1   | Score   | Équipe 2                  | Aller | Retour |
| ---------- | ------- | ------------------------- | ----- | ------ |
| Mali       | 6–4     | Sénégal                   | 4–0   | 2–4    |
| Guinée     | 4–2     | Liberia                   | 3–1   | 1–1    |
| Angola     | 3–4     | Zaïre -20 ans             | 2–1   | 1–3    |
| Algérie    | forfait | Maurice                   | –     | –      |
| Gabon      | forfait | République centrafricaine | –     | –      |
| Lesotho    | forfait | Kenya                     | –     | –      |
| Madagascar | forfait | Maurice                   | –     | –      |

## Premier tour
Les matchs aller ont lieu le 25 juin 1988 et les matchs retour le 9 juillet 1988.
| Équipe 1      | Score   | Équipe 2   | Aller | Retour |
| ------------- | ------- | ---------- | ----- | ------ |
| Mali          | E2–2    | Maroc      | 1–0   | 1–2    |
| Algérie       | E2–2    | Tunisie    | 0–0   | 2–2    |
| Guinée        | 3–3E    | Ghana      | 3–2   | 0–1    |
| Zaïre -20 ans | 2–2E    | Nigeria    | 2–2   | 0–0    |
| Gabon         | 2–1     | Cameroun   | 2–0   | 0–1    |
| Égypte        | forfait | Somalie    | –     | –      |
| Lesotho       | forfait | Madagascar | –     | –      |
| Côte d'Ivoire | forfait | Togo       | –     | –      |

## Quarts de finale
Les matchs aller ont lieu le 13 août 1988 et les matchs retour le 27 août 1988.
| Équipe 1 | Score        | Équipe 2      | Aller | Retour |
| -------- | ------------ | ------------- | ----- | ------ |
| Mali     | E3–3         | Égypte        | 2–0   | 1–3    |
| Ghana    | 3–3 (4–5tab) | Algérie       | 3–0   | 0–3    |
| Nigeria  | 6–1          | Lesotho       | 4–0   | 2–1    |
| Gabon    | 2–4          | Côte d'Ivoire | 1–0   | 1–4    |

## Demi-finales
Les matchs aller ont lieu le 1er octobre 1988 et les matchs retour le 15 octobre 1988.
| Équipe 1      | Score | Équipe 2 | Aller | Retour |
| ------------- | ----- | -------- | ----- | ------ |
| Algérie       | 1–1E  | Mali     | 1–1   | 0–0    |
| Côte d'Ivoire | 2–4   | Nigeria  | 2–2   | 0–2    |

## Finale
La finale aller est jouée le 1er janvier à Bamako au Mali et la finale retour est jouée le 14 janvier à Ibadan au Nigeria.
| Équipe 1 | Score | Équipe 2 | Aller | Retour |
| -------- | ----- | -------- | ----- | ------ |
| Mali     | 1–4   | Nigeria  | 1–2   | 0–2    |

Feuille de match de la finale retour
| 14 janvier 1989 | Nigeria                               | 2 – 0 | Mali | Ibadan |
|                 | Mutiu Adepoju 45e · Jimoh Balogun 75e |       |      |        |

| CAN 1989 Junior Vainqueur |
| ------------------------- |
| Nigeria 4e titre          |

### Qualification pour le Championnat du monde junior
Les deux équipes finaliste sont qualifiées pour la Coupe du monde des moins de 20 ans 1989 :
- Nigeria
- Mali